# Suore del Preziosissimo Sangue
Le Suore del Preziosissimo Sangue, dette Preziosine, sono un istituto religioso femminile di diritto pontificio: i membri di questa congregazione pospongono al loro nome la sigla S.P.S.

## Storia
La congregazione deriva da una comunità di giovani donne che, sotto la guida di Maria Matilde Bucchi (1812-1882), nel 1852 iniziò a lavorare presso la casa delle Canossiane di Monza con l'intento di andare a costituire un terz'ordine.
Quando fu chiaro che la comunità non avrebbe potuto continuare a operare all'interno della congregazione canossiana (le regole delle Figlie della Carità non consentivano alle suore di avere una classe di religiose a loro soggetta), nel 1874 le donne andarono a costituire una famiglia religiosa autonoma e il barnabita Giusto Pantalini redasse per loro delle nuove costituzioni.
L'istituto, detto del Preziosissimo Sangue, venne canonicamente eretto in congregazione di diritto diocesano il 17 maggio 1876 dall'arcivescovo di Milano Luigi Nazari di Calabiana e ricevette l'approvazione pontificia il 10 luglio 1934.

## Attività e diffusione
Le Preziosine si dedicano ad attività in campo educativo e assistenziale: nel 1938 si sono aperte all'opera di evangelizzazione affiancando i barnabiti nelle missioni nel Pará.
Oltre che in Italia, sono presenti in Brasile, Kenya, Timor Est, Birmania: la sede generalizia è a Monza.
Al 31 dicembre 2005 l'istituto contava 478 religiose in 63 case.